# ピリヤ・ケムポン
ピリヤ・ケムポン（タイ語: พิริยะ เข็มพล、英語: Piriya Khempon、簡体字中国語: 毕力亚·针蓬）は、タイ王国の外交官、大使。在ニューヨーク総領事（2007～2012年）や在ヨルダン大使（2012～2015年）などを経て、2017年より、在中華人民共和国大使および非常駐の在朝鮮民主主義人民共和国大使を務めていた。チエンマイ大学およびロンドン・スクール・オブ・エコノミクス出身。
2017年3月17日、北京市の人民大会堂で習近平国家主席に信任状を捧呈した。2018年10月18日、平壌の万寿台議事堂で最高人民会議常任委員会の金永南委員長に信任状を捧呈した。